# Giuliano Ricci Lotteringi del Riccio
Giuliano Ricci del Riccio, barone Lotteringi, nobile di Livorno (Firenze, 2 novembre 1861 – Vicopisano, 25 agosto 1944) è stato un militare e politico italiano.

## Biografia
Allievo nel collegio militare di Firenze nel 1875, ammesso in accademia nel 1878 è sottotenente nello Stato maggiore e tenente nel 12º, 5º e 14º reggimento di artiglieria e nella 5ª compagnia operai artiglieri. Nel 1888 è capitano nel 29º reggimento di artiglieria e dal 1895 si trova a disposizione del Ministero della guerra, dove viene promosso maggiore durante l'incarico di capo dell'ispettorato artiglieria. Addetto a servizi logistici ed organizzativi del ministero durante la guerra di Abissinia e la guerra italo-turca parte per il fronte nella prima guerra mondiale col grado nel frattempo raggiunto di colonnello; combatte sulla linea del Vertoibizza e prende parte alla decisiva battaglia di Vittorio Veneto ottenendo in entrambe una decorazione e la promozione per meriti di guerra a tenente generale. Dal 1919 è generale di divisione a disposizione per le ispezioni, nel 1924 è nominato comandante della divisione territoriale militare di Salerno.